# Mohun Bagan AC
El Mohun Bagan Athletic Club es un club polideportivo de la India en el cual se destaca su sección de fútbol, uno de los equipos deportivos más importantes del país.

## Historia
Fue fundado en el año 1889 en la ciudad de Kolkata, siendo el equipo más viejo de la India y uno de los más viejos de Asia. Es uno de los equipos más exitosos del país y fue el primer equipo de la India en derrotar a un rival europeo, al East Yorkshire Regiment con marcador de 2-1 en el año 1911 por la IFA Shield. Cuenta con una gran rivalidad con el East Bengal. El equipo nació como producto de una lucha interna que tuvo el Mohun Bagan Villa, donde algunos de sus jugadores dejaron el equipo para unirse al Mohun Bagan Athletic Club, pero nacieron con el nombre Mohun Bagan Sporting Club, el cual cambiaron 10 años después de su fundación, aunque su primer torneo lo disputaron en el año 1893. Cuenta también con un equipo en críquet.
Ha sido campeón de liga en 5 ocasiones, 30 títulos de Copa, 22 IFA Shield, 14 Copas Rovers y 30 Liga de Calcuta. A nivel internacional ha participado en 11 torneos continentales, donde nunca ha podido superar la Octavos de final.

## Palmarés
- I-League: 5

1998, 2000, 2002, 2015, 2020.
- Federation Cup: 14

1978, 1980, 1981, 1982, 1986, 1987, 1992, 1993, 1994, 1998, 2001, 2006, 2008, 2017
- Copa Durand: 16

1953, 1959, 1960, 1963, 1964, 1965, 1974, 1977, 1979, 1980, 1982, 1984, 1985, 1986, 1994, 2000
- IFA Shield: 22

1911, 1947, 1948, 1952, 1954, 1956, 1960, 1961, 1962, 1967, 1969, 1976, 1977, 1978, 1979, 1981, 1982, 1987, 1989, 1998, 1999, 2003
- Copa Rovers: 14

1955, 1967, 1968, 1971, 1972, 1973, 1976, 1977, 1981, 1985, 1988, 1991, 1992, 2001
- Liga de Calcuta: 30

1939, 1943, 1944, 1951, 1954, 1955, 1956, 1959, 1960, 1962, 1963, 1964, 1965, 1969, 1976, 1978, 1979, 1983, 1984, 1986, 1990, 1992, 1994, 1997, 2001, 2005, 2007, 2008, 2009, 2018.

## Participación en competiciones de la AFC
- Liga de Campeones de la AFC: 2 aparición

2003 - Segunda ronda
2016 - Segunda ronda
- Copa de la AFC: 4 apariciones

2007 - Primera ronda
2009 - Primera ronda
2016 - Octavos de final
2017 - Primera ronda
- Copa de Clubes de Asia: 5 apariciones

| 1988 - Primera ronda 1989 - Segunda ronda | 1995 - Primera ronda 1996 - Primera ronda | 2000 - Segunda ronda |

- Recopa de la AFC: 1 aparición

1991 - Primera ronda

## Cuerpo técnico
| Posición                                 | Nombre               |
| ---------------------------------------- | -------------------- |
| Entrenador                               | Juan Ferrando Fenoll |
| Entrenador Adjunto                       |                      |
|                                          |                      |
| Entrenador de Porteros/Preparador Físico | Ángel Pindado        |
| Terapista                                |                      |
| Mánager                                  | Satyajit Chatterjee  |

## Jugadores

### Plantel

#### Altas y bajas 2020-21 (verano)
| Altas           | Altas          | Altas              | Altas            | Altas        |
| Jugador         | Posición       | Procedencia        | Tipo             | Costo        |
| --------------- | -------------- | ------------------ | ---------------- | ------------ |
| Sandesh Jhingan | Defensa        | Agente libre       | Libre.           | --           |
| Bradden Inman   | Centrocampista | Brisbane Roar      | Traspaso.        | No revelado. |
| Tiri            | Defensa        | Agente libre       | Libre.           | --           |
| Manvir Singh    | Delantero      | FC Goa             | Fichaje.         | --           |
| Subhasish Bose  | Defensa        | Agente libre       | Libre.           | --           |
| Glan Martins    | Centrocampista | Churchill Brothers | Fin de contrato. | --           |

| Bajas           | Bajas    | Bajas        | Bajas                  | Bajas |
| Jugador         | Posición | Destino      | Tipo                   | Costo |
| --------------- | -------- | ------------ | ---------------------- | ----- |
| Víctor Mongil   | Defensa  | Agente libre | Fin de contrato.       | --    |
| Anas Edathodika | Defensa  | Agente libre | Fin de contrato.       | --    |
| Debjit Majumder | Portero  | Agente libre | Rescisión de contrato. | --    |

## Entrenadores
- Robson Mattos (?-febrero de 2007)[33]
- Chima Okerie (febrero de 2007-abril de 2007)[33][34]
- Bernard Operanazie (interino- abril de 2007-?)[33]
- Stanley Rozario (junio de 2010-diciembre de 2010)[35][36]
- Karim Bencherifa (?-febrero de 2010)[37]
- Satyajit Chatterjee (febrero de 2010-marzo de 2010)[37][38]
- Sujit Chakraborty (diciembre de 2010-?)[39]
- Steve Darby (julio de 2011-octubre de 2011)[40][41]
- Bernard Operanazie (interino- octubre de 2011)[41]
- Prasanta Banerjee (octubre de 2011-?)[42]
- Santosh Kashyap (junio de 2012-octubre de 2012)[43][44]
- Karim Bencherifa (noviembre de 2012-?)[45]
- Sanjoy Sen (?-enero de 2018)[46]
- Shankarlal Chakraborty (enero de 2018-2019)[47]
- Kibu Vicuña (2019-2020)[48]
- Antonio López Habas (2020-2021)
- Juan Ferrando Fenoll (2022- )

## Galería

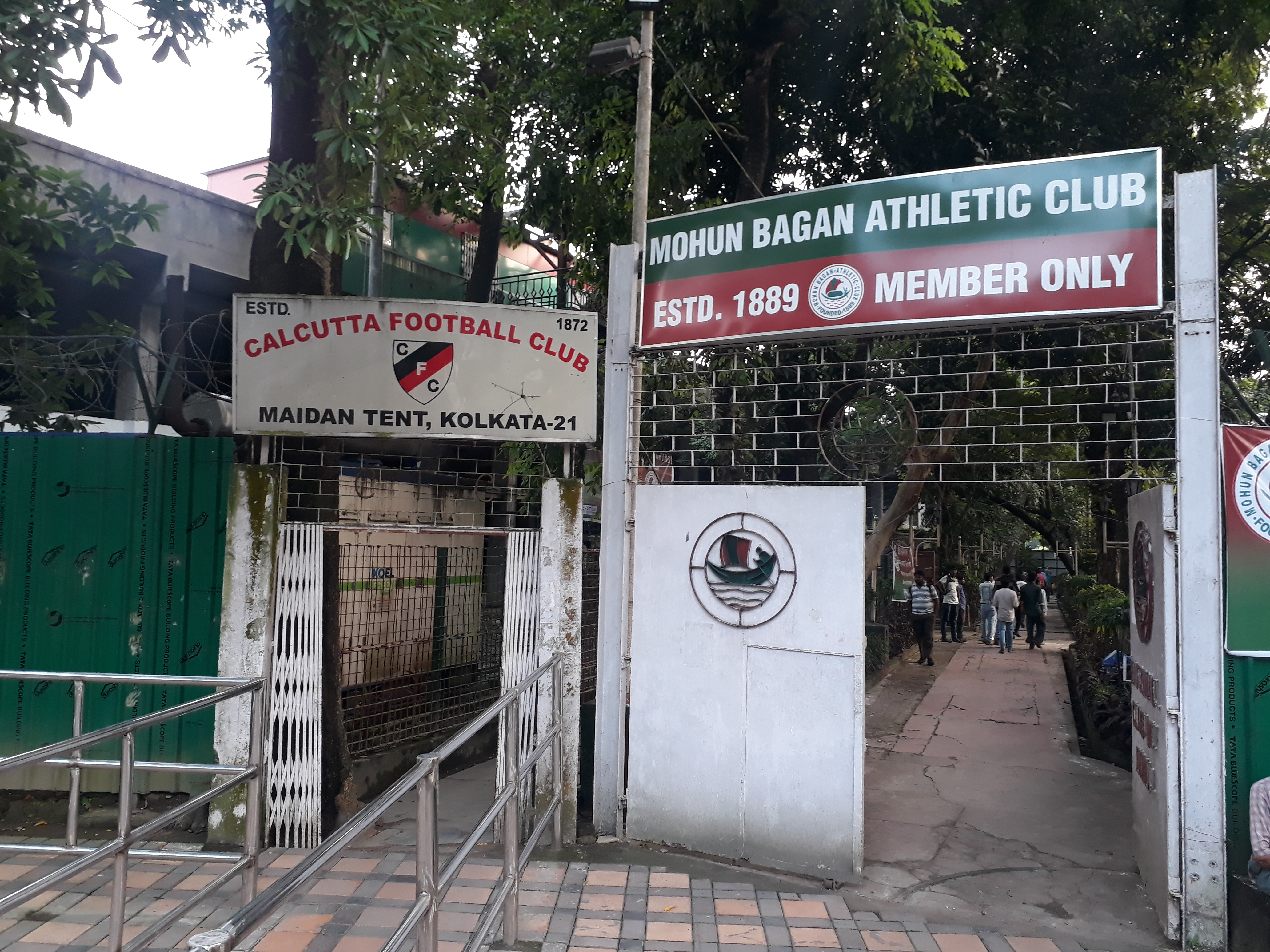
Entrada principal del Mohun Bagan Athletic Club
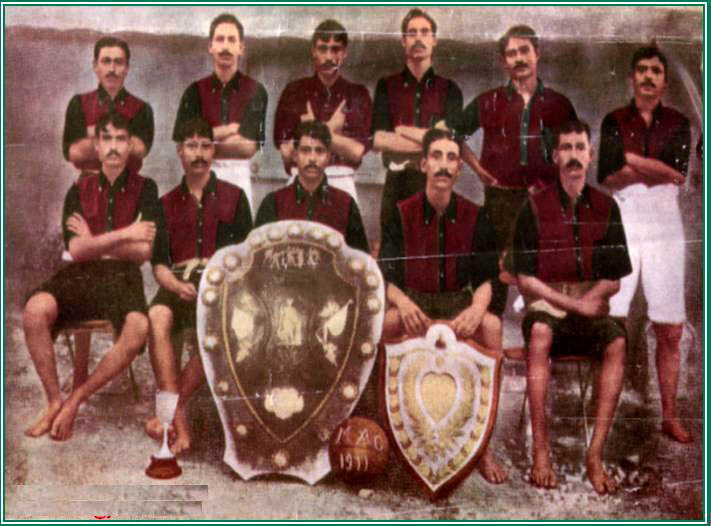
Equipo campeón de la IFA Shield en 1911